# 데이터베이스 언어
데이터베이스 언어(영어: Database Language)는 컴퓨터의 데이터베이스 작업을 위한 컴퓨터 언어이다. 데이터베이스 언어를 사용하여 데이터베이스 사용자 및 응용 소프트웨어는 데이터베이스에 액세스 할 수 있다. 데이터베이스를 취급하는 기능 중 검색(질의)가 중요하기 때문에, 통례는 (데이터베이스) 쿼리 언어라고도 불린다. 그러나 데이터베이스 언어 및 질의 언어는 개념적으로 겹치는 부분도 있지만, 동의어는 아니다.
2008년 현재 가장 대중적 데이터베이스 언어는 관계 데이터베이스의 데이터베이스 언어 SQL이다.

## 종류
일반적으로 행해지고 있는 데이터베이스 언어 또는 데이터베이스 언어 요소의 분류는 데이터 조작 언어 (DML), 데이터 정의 언어 (DDL), 데이터 제어 언어 (DCL)이다.
- 데이터 조작 언어 (DML; Data Manipulation Language)

대상 데이터의 검색, 등록, 업데이트 및 삭제를 위한 언어 또는 언어 요소
- 데이터 정의 언어 (DDL; Data Definition Language)

데이터 구조의 생성, 업데이트, 삭제를 위한 언어 또는 언어 요소
- 데이터 제어 언어 (DCL; Data Control Language)

액세스 제어를 위한 언어 또는 언어 요소
대중적 데이터베이스 언어인 SQL에서는 해당 언어에 위의 모든 언어 요소가 다양한 명령문이 하나로 정리된 언어 체계로서 존재하고 있다.
계층형 데이터베이스 IBM IMS는 데이터 정의 언어 및 데이터 조작 언어에 고유한 언어 ( DL / I와 어셈블러 매크로)가 존재한다. IMS는 데이터 제어 언어는 운영 체제 (OS) 기능을 통해 실현되고 있다.

## 질의어와 데이터베이스 언어
질의어와 데이터베이스 언어의 두 개념은 때로는 잘못 동의어로 취급된다.
- 데이터베이스 언어의 개념은 일반적으로 순수 검색 이상의 기능을 포함한다.
- 질의어의 개념은 데이터베이스 이외의 영역에서도 사용될 수 있다.